# Furcifer cephalolepis
Furcifer cephalolepis là một loài thằn lằn trong họ Chamaeleonidae. Loài này được Günther mô tả khoa học đầu tiên năm 1880.